# Shefa
Shefa – prowincja Vanuatu, największa pod względem liczby ludności. Jej nazwa pochodzi od początkowych liter archipelagu Shepherd oraz dwóch sąsiednich większych wysp Epi i Efate. Prowincję o powierzchni 1,5 tys. km² zamieszkiwało w 2009 78,7 tys. osób. Stolicą prowincji jest miasto Port Vila na wyspie Efate, jednocześnie stolica całego kraju.